# Orlando C. Troxel junior
Orlando Colette Troxel Jr. (* 15. Februar 1908 auf den Philippinen; † 3. Juni 1984 in Arlington, Virginia) war ein Generalmajor der United States Army. Er war unter anderem Kommandeur der 1. Kavalleriedivision.
Er war ein Sohn von Orlando Collette Troxel Sr. (1875–1917) und dessen Frau Janie Dee Jones (1877–1955). Der Vater war Major im US-Heer und zur Zeit der Geburt des Sohnes auf den Philippinen stationiert. Troxel junior absolvierte zunächst die Western High School in Washington. In den Jahren 1927 bis 1931 durchlief er die United States Military Academy in West Point. Nach seiner Graduation wurde er als Leutnant der Feldartillerie zugeteilt. In der Armee durchlief er anschließend alle Offiziersränge vom Leutnant bis zum Zwei-Sterne-General.
Im Lauf seiner militärischen Karriere absolvierte Troxel verschiedene Kurse und Schulungen. Dazu gehörten unter anderem das National War College. In seinen jüngeren Jahren absolvierte er den für Offiziere in den niederen Rangstufen üblichen Dienst in verschiedenen Einheiten und Standorten.
Während des Zweiten Weltkriegs leitete Orlando Troxel in den Jahren 1942 bis 1944 die Stabsabteilung für Operationen (G3) der 4. Infanteriedivision. Mit dieser Einheit nahm er an der Landung der Alliierten in der Normandie teil. Anschließend wurde er zum VII. Korps versetzt, wo er ebenfalls in der Stabsabteilung für Operationen tätig war. Dieses Korps nahm ebenfalls an den Kämpfen in Nordfrankreich teil. Es war unter anderem an der Abwehr der deutschen Ardennenoffensive beteiligt und drang dann mit seinem Korps weit nach Deutschland vor.
Nach seiner Rückkehr in die Vereinigten Staaten bekleidete Orlando Troxel einige Generalstabsaufgaben unter anderem bei den Joint Chiefs of Staff. Zudem gehörte er den Fakultäten der Armed Forces Information School und des Command and General Staff Colleges an. Zwischenzeitlich absolvierte er das National War College. Zwischen Dezember 1954 und Mai 1955 hatte er den Oberbefehl über die 1. Kavalleriedivision, die damals in Hokkaidō in Japan stationiert war. Nach zwischenzeitlich anderen Verwendungen wie z. B. als Leiter einer militärischen Beratergruppe in Südkorea wurde er in den Jahren 1961 bis 1963 Kommandeur des Army Training Commands und des dazu gehörenden Militärstützpunkts Fort Ord in Kalifornien. Zwischen April 1963 und März 1964 war er stellvertretender Kommandeur der 2. Armee. Anschließend schied er aus dem aktiven Militärdienst aus.
Orlando Troxel verbrachte seinen Lebensabend in Fairfax in Virginia. Er starb am 3. Juni 1984 in Folge einer Krebserkrankung in einem Krankenhaus in Arlington. Er fand seine letzte Ruhe auf dem amerikanischen Nationalfriedhof Arlington.

## Orden und Auszeichnungen
Orlando Troxel erhielt im Lauf seiner militärischen Laufbahn unter anderem folgende Auszeichnungen:
- Army Distinguished Service Medal
- Legion of Merit
- Bronze Star Medal

Hinzu kamen auch noch ausländische Orden und Auszeichnungen wie zum Beispiel aus Frankreich, Belgien oder der damaligen Sowjetunion.